# 世纪广场 (黄浦区)

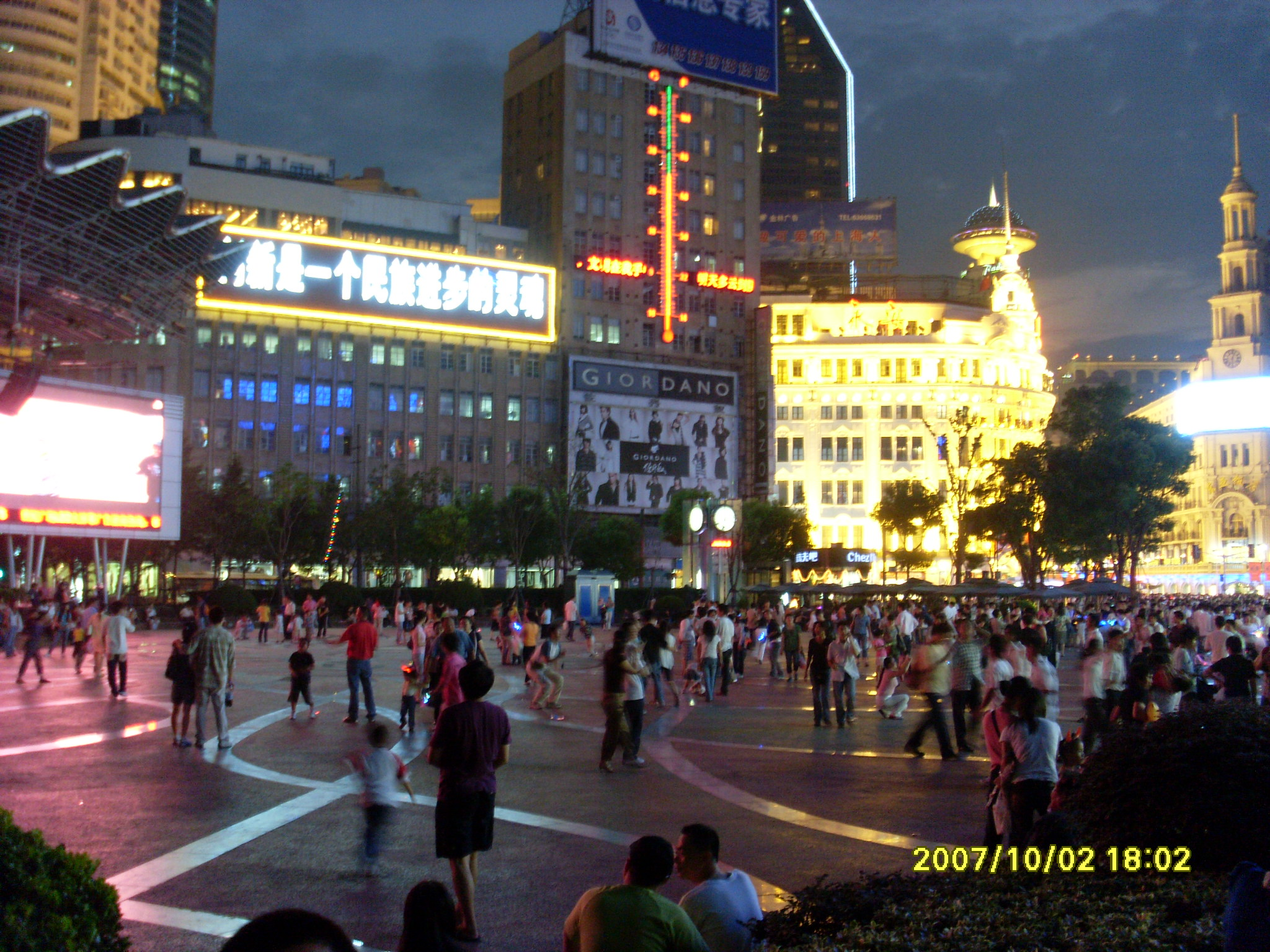
世纪广场夜景

上海世纪广场，位于上海市黄浦区南京路步行街一侧。具體位置在南京東路湖北路，因其地處南京路步行街而經常舉辦大型文藝表演等綜藝活動。
2020年10月，新世界集团承接世纪广场改造更新项目工作。2022年2月7日，世纪广场改造更新项目開工。2023年中秋、国庆期间，改造後的世纪广场開放。